# Альберт Эйнштейн (фотография)

Артур Сасс. «Альберт Эйнштейн», 1951. Оригинальная версия с автографом «А. Эйнштейн. 51»

«Альберт Эйнштейн» (англ. Albert Einstein) — чёрно-белая фотография, сделанная 14 марта 1951 года американским фотографом Артуром Сассом. На ней Альберт Эйнштейн — основоположник современной теоретической физики, лауреат Нобелевской премии и один из наиболее известных учёных мира — запечатлен с высунутым языком. Снимок, прежде всего его обрезанная версия, стал одним из наиболее известных изображений Эйнштейна.

## История
14 марта 1951 года Альберту Эйнштейну исполнилось 72 года. Друзья и коллеги ученого, работавшего после эмиграции из Германии в Институте перспективных исследований (Принстон, штат Нью-Джерси), устроили по этому случаю торжество. На нем было много фотографов и корреспондентов, что сильно огорчало Эйнштейна. После окончания празднования он воспользовался предложением бывшего директора института доктора Франка Айделотта и его супруги Мэри Дженнет отвезти его домой.
Как только Эйнштейн вошёл в автомобиль и поместился на заднем сидении между супругами Айделотт, репортёры стали назойливо просить попозировать им. Несмотря на просьбы учёного, они продолжали снимать. Одним из фотографов был Артур Сасс, сотрудник информационного агентства United Press International. Он также упрашивал уставшего физика улыбнуться на камеру, но тот, много раз делавший это в тот день, вместо этого неожиданно высунул язык. Именно этот момент сумел заснять Сасс, чего не удалось сделать другим его коллегам. На оригинальной фотографии, наряду с Эйнштейном, в кадр попали также супруги Айделотт. Публикация фотографии могла не состояться, так как редакторы UPI опасались реакции общественности на неподобающее изображение великого учёного. Однако несмотря на такие опасения, она всё-таки увидела свет в International News Photos Network, став необычайно популярной. В итоге получился культовый снимок, ставший одной из икон современной популярной культуры; он был растиражирован в СМИ и на самых разнообразных носителях. Работу Сасса называют «одной из самых известных пресс-фотографий любой личности XX-го века».
Неформальная фотография учёного с растрёпанными волосами и высунутым языком представляет собой портрет одновременно и гения, и жизнерадостного живого человека. Как указывается в литературе, изображение послужило «первым этапом к популяризации науки и её доступности широкой аудитории». Мало того, снимок понравился и самому учёному, который связался с редакцией и запросил девять отпечатков обрезанного изображения, где видно только его лицо, для личного пользования. Он подписал их, после чего разослал друзьям и близким. «Высунутый язык отражает мои политические взгляды», — писал он своей близкой знакомой Йоханне Фантовой (Johanna Fantova). Некоторые связывают этот жест с неприятием учёным маккартизма, имевшего место в США в 1950-е годы.
В июне 2009 года на аукционе в американском Нью-Гемпшире один из девяти оригинальных фотоснимков, отпечатанных в 1951 году, был продан коллекционеру из Нью-Йорка за 74 324 доллара. Эйнштейн подарил этот снимок своему другу — журналисту Ховарду Смиту — и подписал на нём: «Вам понравится этот жест, поскольку он обращён ко всему человечеству. Простой житель может позволить себе то, на что никогда не осмелится дипломат» (this gesture you will like, because it is aimed at all of humanity. A civilian can afford to do what no diplomat would dare). В июле 2017 года необрезанная версия с автографом «А. Эйнштейн. 51», что свидетельствует о дате подписания, была продана аукционным домом Nate D. Sanders за 125 000 долларов. В 2020 году Монетный двор Швейцарии выпустил монету номиналом 1/4 швейцарского франка, на аверсе которой представлено лицо Эйнштейна с высунутым языком. Её диаметр составил 2,96 мм, что сделало её самой маленькой золотой монетой в мире. Тираж составил 999 экземпляров, в продажу они поступили по 199 франков, со специальным увеличительным стеклом. Как пояснили свой выбор в Монетном дворе Швейцарии: «Эйнштейн является образцом терпения и решимости». Кроме того, великий учёный жил и работал в Швейцарии с 1895 по 1914 год.